# František Ladislav Čelakovský
František Ladislav Čelakovský (connu également sous le pseudonyme de Marcian Hromotluk), né le 7 mars 1799 à Strakonitz et mort le 5 août 1852 à Prague, est un linguiste, philologue, slaviste, traducteur et poète bohémien.

## Biographie
En 1812, František Ladislav Čelakovský commence des études de philologie à České Budějovice, puis à Linz et enfin à l'université de Prague.
De 1821 à 1829 il travailla comme traducteur et professeur à České Budějovice.
En 1830, František Čelakovský reçut une offre de la Russie pour créer une bibliothèque slave à Saint-Pétersbourg  avec deux autres linguistes et philologues slavistes, Pavel Jozef Šafárik et Václav Hanka.
En 1843, il est nommé professeur de langues à l'université de Wrocław.
En 1849, il est nommé professeur de langue et de littérature tchèque à l'université Charles de Prague. František Čelakovský sera par la suite, nommé à la chaire de philologie slave comparée à l'université de Prague en remplacement de son collègue Pavel Jozef Šafárik.
František Čelakovský était le père du botaniste Ladislav Josef Čelakovský et de l'historien Jaromír Čelakovský et le grand-père du botaniste et mycologue Ladislav František Čelakovský.